# Mordechai (альбом)
Mordechai  — третий студийный альбом американского трио Khruangbin из Хьюстона (штат Техас), выпущенный 26 июня 2020 года на лейблах Dead Oceans и Night Time Stories.

## Отзывы
| Совокупная оценка    | Совокупная оценка |
| Источник             | Оценка            |
| -------------------- | ----------------- |
| Metacritic           | 79/100            |
| Оценки критиков      |                   |
| Источник             | Оценка            |
| AllMusic             | [ 3 ]             |
| Beats Per Minute     | 74%               |
| Clash                | 8/10              |
| Exclaim!             | 8/10              |
| The Independent      | [ 7 ]             |
| The Line of Best Fit | 8/10              |
| MusicOMH             | [ 9 ]             |
| NME                  | [ 10 ]            |
| Pitchfork            | 5.8/10            |
| Slant Magazine       | [ 12 ]            |

Альбом получил положительные отзывы от музыкальных критиков. На сайте Metacritic, который присваивает нормализованную оценку из 100 баллов отзывам критиков, альбом получил средний балл 79, основанный на 16 отзывах, что означает «в целом благоприятные отзывы».
Дилан Барнабе из Exclaim! отметил, что Mordechai — это ода всему, чего достигли Khruangbin, и взгляд вперёд на все, что будет впереди. София Ордаз из Slant Magazine отметила: «Если прошлые альбомы Khruangbin рисковали показаться просто данью уважения микрокосмосу тайского и иранского рока, то на Mordechai Khruangbin обретают себя, благодаря лирическому развитию группы и оттачиванию их сплава межконтинентальных влияний».
Пол Симпсон из AllMusic отметил, что «Их не поддающаяся классификации, но легко воспринимаемая смесь психоделии, фанка, даба и множества других стилей нашла свою аудиторию. Музыка Khruangbin по-прежнему может служить бодрым, солнечным саундтреком к повседневным делам, светским раутам или автопутешествиям по стране, но их песни стали более экспрессивными и проникновенными, и Mordechai заслуживает более внимательного прослушивания, чем все их предыдущие записи».

## Список композиций
| №                   | Название                   | Длительность |
| ------------------- | -------------------------- | ------------ |
| 1.                  | «First Class»              | 4:46         |
| 2.                  | «Time (You and I)»         | 5:42         |
| 3.                  | «Connaissais de Face»      | 4:20         |
| 4.                  | «Father Bird, Mother Bird» | 3:05         |
| 5.                  | «If There is No Question»  | 5:53         |
| 6.                  | «Pelota»                   | 2:47         |
| 7.                  | «One to Remember»          | 4:30         |
| 8.                  | «Dearest Alfred»           | 3:58         |
| 9.                  | «So We Won’t Forget»       | 4:58         |
| 10.                 | «Shida»                    | 3:54         |
| Общая длительность: | Общая длительность:        | 43:53        |

| №                   | Название                                    | Длительность |
| ------------------- | ------------------------------------------- | ------------ |
| 11.                 | «Time (You and I)» (Karaoke Version)        | 5:42         |
| 12.                 | «If There is No Question» (Karaoke Version) | 5:53         |
| Общая длительность: | Общая длительность:                         | 55:33        |

## Позиции в чартах
| Чарт (2020)                       | Высшая позиция |
| --------------------------------- | -------------- |
| Австралия (ARIA)                  | 4              |
| Австрия (Ö3 Austria)              | 32             |
| Бельгия/Фландрия (Ultratop)       | 4              |
| Бельгия/Валлония (Ultratop)       | 133            |
| Нидерланды (Album Top 100)        | 5              |
| Франция (SNEP)                    | 165            |
| Германия (Offizielle Top 100)     | 8              |
| Новая Зеландия (RMNZ)             | 10             |
| Шотландия (Scottish Albums Chart) | 6              |
| Швеция (Sverigetopplistan)        | 48             |
| Швейцария (Schweizer Hitparade)   | 11             |
| Великобритания (UK Albums Chart)  | 7              |
| США Billboard 200                 | 31             |